# جاي أوبراين
جاي أوبراين (بالإنجليزية: Jay O'Brien)‏ هو سياسي أمريكي، ولد في 10 ديسمبر 1951 في نورنبرغ في ألمانيا. حزبياً، نشط في الحزب الجمهوري. وقد انتخب عضو مجلس ولاية فرجينيا.
1. ↑   https://history.house.virginia.gov/search. {{استشهاد ويب}}: |url= بحاجة لعنوان (مساعدة) والوسيط |title= غير موجود أو فارغ (من ويكي بيانات) (مساعدة)